# Armstrong Reef
Armstrong Reef är ett rev i Antarktis. Det ligger i havet utanför Västantarktis. Argentina, Chile och Storbritannien gör anspråk på området.